# Bokbunja ju

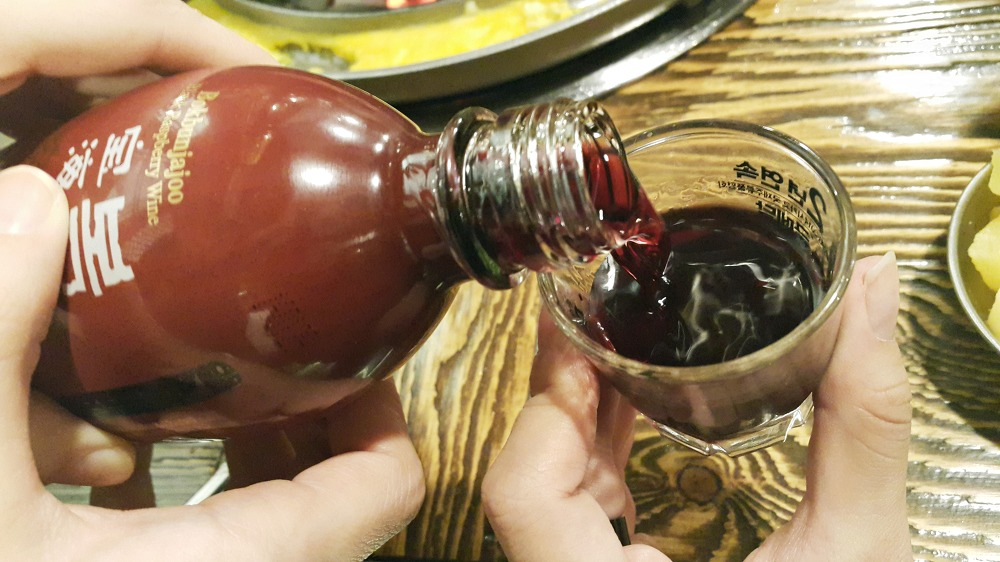
Bouteille de bokbunja-ju

Le bokbunja-ju (Coréen : 복분자주) est un alcool traditionnel coréen, obtenu par la fermentation de framboises noires.

## Description
Le vin de framboises noires coréen présente une couleur rouge bordeaux, un gout fruité et très légèrement sucré et son taux d'alcool est généralement compris entre 14° et 19°.

## Fabrication

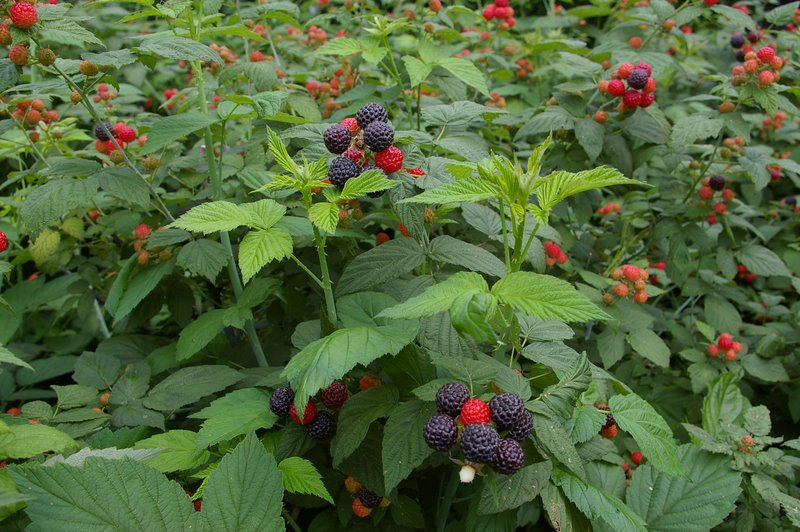
Rubus Coreanus

Originellement obtenu par fermentation de Rubus Coreanus avec de l'eau, le bokbunja-ju est aujourd'hui également fabriqué à partir de Rubus occidentalis.